# 尼克塞维尔-布莱尔库尔
尼克塞维尔-布莱尔库尔（法語：Nixéville-Blercourt）是法国默兹省的一个市镇，属于凡尔登区。该市镇总面积19.54平方公里，2009年时的人口为436人。

## 人口
尼克塞维尔-布莱尔库尔人口变化图示